# The 1st Album
The 1st Album ("El Primer Álbum") es el álbum debut del dúo alemán Modern Talking. Es editado en 1985 bajo el sello BMG Ariola y producido y arreglado por Dieter Bohlen. La foto de la carátula y la dirección de arte estuvo a cargo de Manfred Vormstein. De este álbum dos sencillos fueron número 1 en Alemania: You're My Heart, You're My Soul (Eres mi corazón, eres mi alma)(6 semanas) y You Can Win If You Want (Puedes ganar si lo deseas) (1 semana).

## Premios
Este álbum obtuvo disco de platino en: Alemania, Austria y Suiza; y obtuvo disco de oro en: Bélgica, Finlandia, Israel, Portugal, España, Sudáfrica, Chile, Noruega y Suecia.

## Créditos
- Música: Dieter Bohlen
- Letra: Dieter Bohlen, excepto "Do You Wanna" por Mary Applegate
- Arreglos: Dieter Bohlen
- Producción: Dieter Bohlen
- Grabación: en Jeopark por Jeo y Vox Klang Studio
- Publicación: Hansa/Hanseatic
- Distribución: BMG Records
- Dirección de Arte: Manfred Vormstein
- Foto de Portada: Manfred Vormstein
- Diseño: Ariola-Eurodisc/Studios
- Fotografía Interiores: Fryderyk Gabowicz

## Lista de canciones
Todas las canciones escritas y compuestas por Dieter Bohlen, excepto «Do You Wanna». 
| Lado A |                                        |          |  |
| N.º    | Título                                 | Duración |  |
| 1.     | «You're My Heart, You're My Soul»      | 5:36     |  |
| 2.     | «You Can Win If You Want»              | 3:55     |  |
| 3.     | «There's Too Much Blue in Missing You» | 4:40     |  |
| 4.     | «Diamonds Never Made a Lady»           | 4:05     |  |

| Lado B |                                                 |          |  |
| N.º    | Título                                          | Duración |  |
| 5.     | «The Night Is Yours – The Night Is Mine»        | 5:30     |  |
| 6.     | «Do You Wanna» (lyrics: Bohlen, Mary Applegate) | 4:22     |  |
| 7.     | «Lucky Guy»                                     | 3:31     |  |
| 8.     | «One in a Million»                              | 3:44     |  |
| 9.     | «Bells of Paris»                                | 4:17     |  |

## Charts
| Chart (1985–1986)                      | Alta posición |
| -------------------------------------- | ------------- |
| Alemania (Offizielle Top 100)          | 1             |
| Austria (Ö3 Austria)                   | 2             |
| Europa European Albums (Music & Media) | 9             |
| España (AFYVE)                         | 5             |
| Finlandia (Suomen virallinen lista)    | 1             |
| Noruega (VG-lista)                     | 5             |
| Países Bajos (Album Top 100)           | 9             |
| Suecia (Sverigetopplistan)             | 12            |
| Suiza (Schweizer Hitparade)            | 2             |

| Lista (1985)                  | Posición |
| ----------------------------- | -------- |
| Alemania (Offizielle Top 100) | 9        |
| Austria (Ö3 Austria)          | 8        |
| Países Bajos (Album Top 100)  | 44       |
| Suiza (Schweizer Hitparade)   | 3        |